# Christian Ditlev Lüttichau
 Der er flere personer med dette navn, se Christian Ditlev von Lüttichau.
Christian Ditlev Lüttichau (født 4. november 1895 på Viskum Hovedgård, død 22. oktober 1963) var en dansk godsejer, kammerherre, hofjægermester og stamhusbesidder. Han ejede Tjele Gods.
Lüttichau var søn af Hans Helmuth von Lüttichau og Fanny Julie Caroline Mathilde Basse-Fønss. Han blev i 1921 gift med Vibeke Schack von Brockdorff i Søllerød Kirke. Parret fik fem børn.
Han blev student fra Ordrup Gymnasium i 1915 og cand.phil. fra Københavns Universitet året efter, hvorefter han var ved Den Kongelige Livgarde, hvor han i 1925 blev løjtnant. Christian Ditlev Lüttichau engagerede sig meget i det lokale liv og var således både formand for den lokale sparekasse fra 1921, formand for Ørum Andelsmejeri 1926-1938, for Viborg Amts landøkonomiske Forening fra 1931, for bestyrelsen for Hedeselskabet fra 1931 og for Hagelskadeforeningen for Nørrejylland fra 1936. Han var også præsident i Understøttelsesforeningen for jydske Landmænd fra 1930, i Det Kgl. Danske Landhusholdningsselskab fra 1933. Han var medlem af bestyrelserne for Dansk Skovforening 1924-1934, for A/S De danske Spritfabrikker samt for Historisk Samfund for Viborg Amt 1928—38. Fra 1941 var han tillige bestyrelsesformand for forsikringsselskabet Fremtiden.
Politisk var han også enageret som Medlem af Tjele-Nr. Vinge Sogneråd fra 1929. 
Christian Ditlev Lüttichau blev udnævnt til hofjægermester i 1929 og blev slået til Ridder af Dannebrog i 1936.